# 岡崎駅

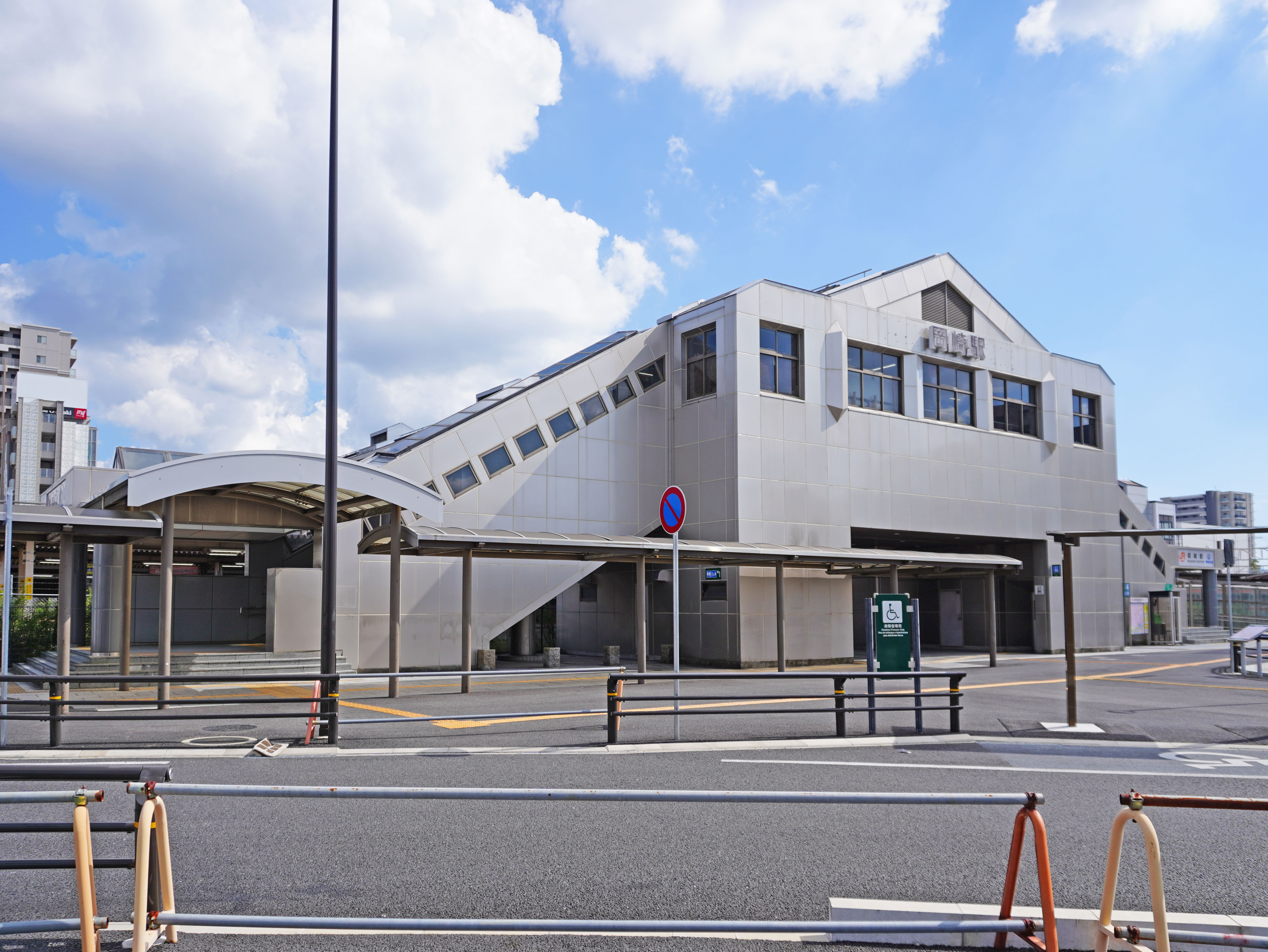
西口（2022年10月）

岡崎駅（おかざきえき）は、愛知県岡崎市羽根町字東荒子にある、東海旅客鉄道（JR東海）東海道本線および愛知環状鉄道愛知環状鉄道線の駅である。駅番号は、東海道本線が「CA52」、愛知環状鉄道線が「01」。
愛知環状鉄道線は当駅を起点とする。東海道本線の運行形態の詳細は「東海道線 (名古屋地区)」を参照。

## 概要
中心市街地に位置する名鉄名古屋本線の東岡崎駅に対して、当駅は岡崎市の南郊に位置するためかつては閑散とした雰囲気を持っていたが、1980年代中頃より東海道線の列車が増発されると乗降者数が増加し、現在では岡崎市の主要駅の1つと位置づけられている。市内にある「岡崎」を含む駅との区分のため「JR岡崎駅」と呼ばれることが多い。

## 歴史
現在の東海道本線にあたる路線の建設に当たって、急勾配を避けるために御油・赤坂の宿場町を避けて蒲郡を経由したため、当駅は岡崎市街地から南に離れた羽根村（のち岡崎村）に建設された。これに関して、御油と赤坂が鉄道を忌避したという説や、岡崎宿が鉄道を忌避したため市街地から離れたという説が、鉄道忌避の代表例として古くから語られていたが、これらはその根拠となる史料が存在しない。実際にはまず矢作川橋梁の位置を決定した後で蒲郡以西の線形を検討した際に、地盤が軟弱な地域があった事や、市街地に線路を通すのは用地買収の際により困難をきたす事などの条件を検討した結果としての位置決定であった事が真実とされている。
1898年、市街地と駅を結ぶための馬車鉄道である岡崎馬車鉄道が開通した。しかし、1923年8月8日に愛知電気鉄道岡崎線（現在の名鉄名古屋本線）の東岡崎駅が市街地中心付近に開業したため、以後は長距離客を除いて町の中心駅としての地位はそちらに譲る事になった。

### 岡多線（愛環線）分岐配線計画の変遷
国鉄岡多線（現・愛知環状鉄道線、愛環線）建設前の岡崎駅は島式2面4線のプラットホームとその両側に数本の側線、および駅本屋側に貨物ホームを有する構内配線であった。
1969年（昭和44年）に岡多線岡崎・豊田間の工事実施計画が認可されたが、その時点での岡崎駅の計画配線は2種の案が工事誌に掲載されている。一つは岡多線が東海道本線の東側を複線で並走し、駅本屋側に岡多線ホームを新設する案、もう一つは分岐地点で東海道本線上り線・下り線の間に岡多線が立体交差で割込み、既設島式2面4線ホームの中線2線を岡多線ホームとする案である。
|                                | ↑ 名古屋方面      |              |
| ← 東京方面                     | 岡崎駅配線改良案1 | → 高蔵寺方面 |
| 凡例 出典:岡多線・瀬戸線工事誌 |                   |              |

|                                | ↑ 名古屋方面      |              |
| ← 東京方面                     | 岡崎駅配線改良案2 | → 高蔵寺方面 |
| 凡例 出典:岡多線・瀬戸線工事誌 |                   |              |

しかし、翌1970年（昭和45年）にはトヨタ自動車の完成自動車輸送を担う区間である岡崎・桝塚間を単線・貨物線として早期開業させる事が決まり、岡崎駅の大規模配線改良案は白紙となった。変更後の暫定配線は計画2案の折衷案といったところで、建設予定の単線（下り線相当）のみが立体交差して東海道本線上り線・下り線の間に入る一方で、旅客開業に備えて計画した岡多線ホームは東海道本線から独立した単式1面1線を駅本屋側に設ける形となった。また、岡多線を複線化する際に増設される上り線は駅ホームまで至らず、立体交差付近で東海道本線の上り線と合流する形に改められた。
岡崎・北野桝塚間の貨物線開業後も岡崎・豊田間の旅客開業工事が順次進められたが、豊田以北の延伸が実現するまでは単線でも旅客需要に対応できると見込まれた。1974年（昭和49年）に認可された岡崎・豊田間工事実施計画では岡崎・北野桝塚間の配線変更は盛り込まれず、岡崎駅の改良も岡多線旅客ホームの新設とそれに伴う駅舎の移設に留まった。
以来、岡多線は上下線ともに岡崎駅北方約400 m間を東海道本線上り線と共用することになり、東海道本線のダイヤが乱れた際に岡多線の列車運用に支障が出るなど、ダイヤ上の制約が生じることになった。これは国鉄民営化および岡多線の第三セクター化によって2路線が別会社となる際にも懸念事項として取り上げられたが、当時の財政事情では大規模な配線変更に要する工事費を捻出する当てが無かったため、結局、転換時点では現状維持となった。愛知環状鉄道は代替策として岡崎・中岡崎間に新設予定の六名駅に逆線出発が可能な列車交換設備を設け、非常時には同駅から中岡崎方面に折り返すことができるようにした。
|                                                                               | ↑ 名古屋方面             |              |
| ← 東京方面                                                                    | 愛知環状鉄道移管時の配線 | → 高蔵寺方面 |
| 凡例 出典:岡多線・瀬戸線工事誌、愛知環状鉄道20年史 破線は2004年増設の専用線。 |                          |              |

東海道本線と愛環線の路線共用は転換後しばらく続いたが、2000年代に入って愛環線の別線化が再び具体化し、2001年（平成13年）には愛環・JR東海両社間で岡崎駅専用線化工事の基本協定が締結された。専用線新設工事は2004年（平成16年）11月15日に竣工し、この時をもって東海道本線との路線共用は解消された。
専用線の完成によって岡崎・六名間は新旧2線の単線並列となった。旅客列車はすべて専用線を走行し、旧線は新車搬入時などに使用される。

### 年表
- 1888年（明治21年）9月1日：浜松 - 大府間の官設鉄道開業時に一般駅として設置[1]。
- 1895年（明治28年）4月1日：線路名称制定。東海道線（1909年に東海道本線に改称）の所属となる。
- 1930年（昭和5年）12月20日：日本で最初の省営自動車（後の国鉄バス→JRバス各社）が開業[19]。
- 1946年（昭和21年）10月21日 - 昭和天皇が岡崎市に巡幸（昭和天皇の戦後巡幸）。お召し列車が豊橋駅発 - 岡崎駅着で運行[20]。
- 1970年（昭和45年）10月1日：国鉄岡多線が貨物線として開業[21]。
- 1976年（昭和51年）4月26日：岡多線の旅客営業開始。
- 1984年（昭和59年）1月10日：車扱貨物の取り扱いを廃止[22]。
- 1986年（昭和61年）11月1日：荷物の取り扱いを廃止[22]。
- 1987年（昭和62年）4月1日：国鉄分割民営化によりJR東海の駅となる[22]。
- 1988年（昭和63年）1月31日：岡多線が愛知環状鉄道に転換[21]。
- 1990年（平成2年）10月28日：橋上駅舎に改築し、自由通路を開設[23]。これにあわせホームをかさ上げ[23]。
- 1992年（平成4年）6月13日：自動改札機を設置[24]。
- 2004年（平成16年）11月15日：愛知環状鉄道 岡崎駅 - 六名駅間を専用線化[25]。
- 2006年（平成18年）11月25日：JR東海でICカード「TOICA」の利用が可能となる。
- 2015年（平成27年）12月21日：愛知環状鉄道 岡崎駅ホームを拡幅[25]。
- 2019年（平成31年）
  - 3月2日：愛知環状鉄道でICカード「TOICA」の利用が可能となる[26]。
  - 10月1日：東口駅前広場にペデストリアンデッキが開通した[27]。事業費は約14億円[28]。
- 2024年（令和6年）
  - 7月26日 : 駅西側に商業施設「駅西小町」がグランドオープン[29]。

## 駅構造
愛知環状鉄道線が使用する単式1面1線と、東海道本線が使用する島式ホーム2面4線の計3面5線を有する地上駅で、橋上駅舎を備える。東海道本線は内側の2・3番線が本線、1・4番線が副本線となっている。なお、昼間の東海道本線では快速列車系統と普通列車の緩急接続が行われる。
JR東海の駅長・駅員配置駅（直営駅）である。管理駅として、三ケ根駅 - 西岡崎駅間の各駅を管理している。駅舎内部にはJR全線きっぷうりばや自動券売機・サポートつき指定席券売機・自動改札機が置かれている。愛知環状鉄道の駅員はいないが、2021年3月4日まで同線専用の自動券売機が設置されていた。翌5日からはJRの券売機で愛知環状鉄道の乗車券を販売し、JRと愛知環状鉄道で改札は共用している。
2004年（平成16年）11月14日までは0番線から発車する愛知環状鉄道線の列車は東海道本線の上り線を逆走する形で運転されていたが、単線の専用線路が既設線に並行して増設された。0番線から東海道本線には線路が直接つながっていない。
かつては構内東側に駅舎があったが、1990年に現在の橋上駅舎になった。
貨物営業を行っていた頃は、駅舎の南側に有蓋車用貨物ホームや貨車留置線があった。また、1960年代までは三龍社工場や日清紡績針崎工場の貨物ホームへの専用線も伸びていた。

### 愛知環状鉄道線におけるTOICA等の取り扱い
2006年にJR東海がTOICAを当駅を含む区間で導入し、その後の2019年3月2日に愛知環状鉄道もTOICAを導入した。これに伴い当駅にはICカード用の乗換改札機が設置されており、当駅で乗り換える場合は乗換改札機にタッチ、当駅発着で愛知環状鉄道線を利用する場合は当駅の改札機と乗換改札機の双方にタッチする必要がある。
愛知環状鉄道線のTOICA導入以前は、TOICA等で東海道本線を利用して当駅で愛知環状鉄道線に乗り換えるには、一度改札を出る必要があった（改札内の乗換改札機等も設けられていなかった）。

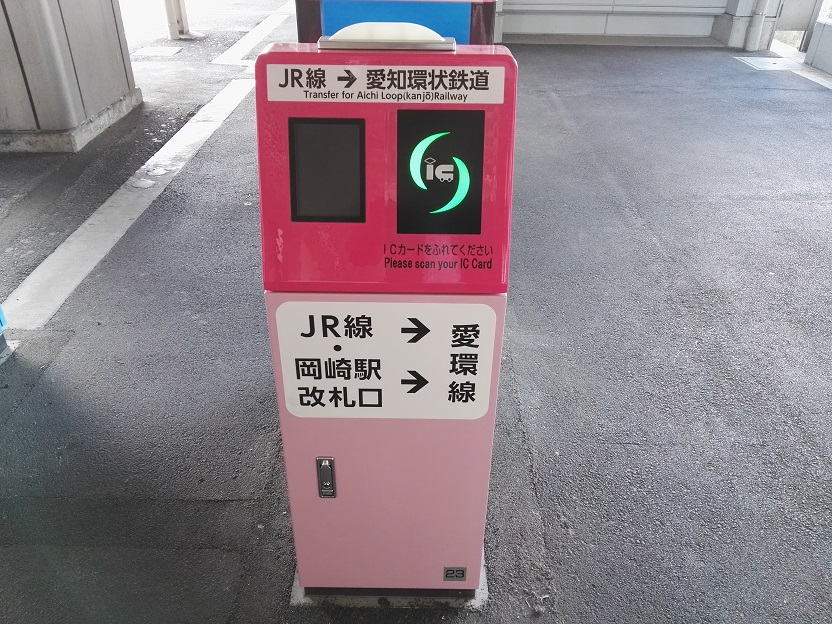
JR岡崎出場・愛環岡崎入場の乗換改札機
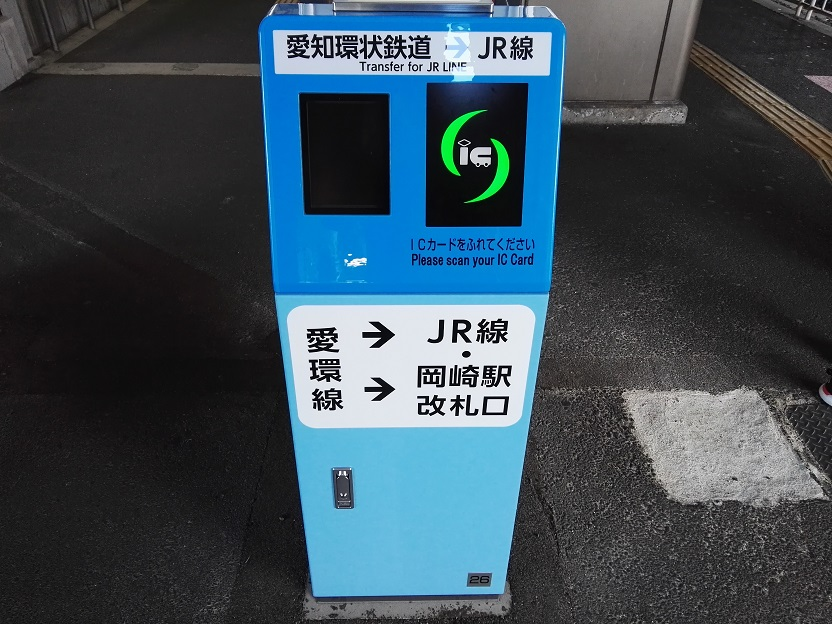
愛環岡崎出場・JR岡崎入場の乗換改札機

### のりば
| 番線 | 路線            | 方向 | 行先       | 備考   |
| ---- | --------------- | ---- | ---------- | ------ |
| 0    | ■愛知環状鉄道線 | -    | 高蔵寺方面 |        |
| 1    | CA 東海道本線   | 上り | 豊橋方面   | 待機線 |
| 2    | CA 東海道本線   | 上り | 豊橋方面   | 本線   |
| 3    | CA 東海道本線   | 下り | 名古屋方面 | 本線   |
| 4    | CA 東海道本線   | 下り | 名古屋方面 | 待機線 |

（出典：JR東海:駅構内図）
名古屋方面への当駅始発の一部が1番線からの発車となる。早朝の豊橋方面の始発列車は4番線から発車する。また、名古屋方面からの一部列車は4番線に到着する。

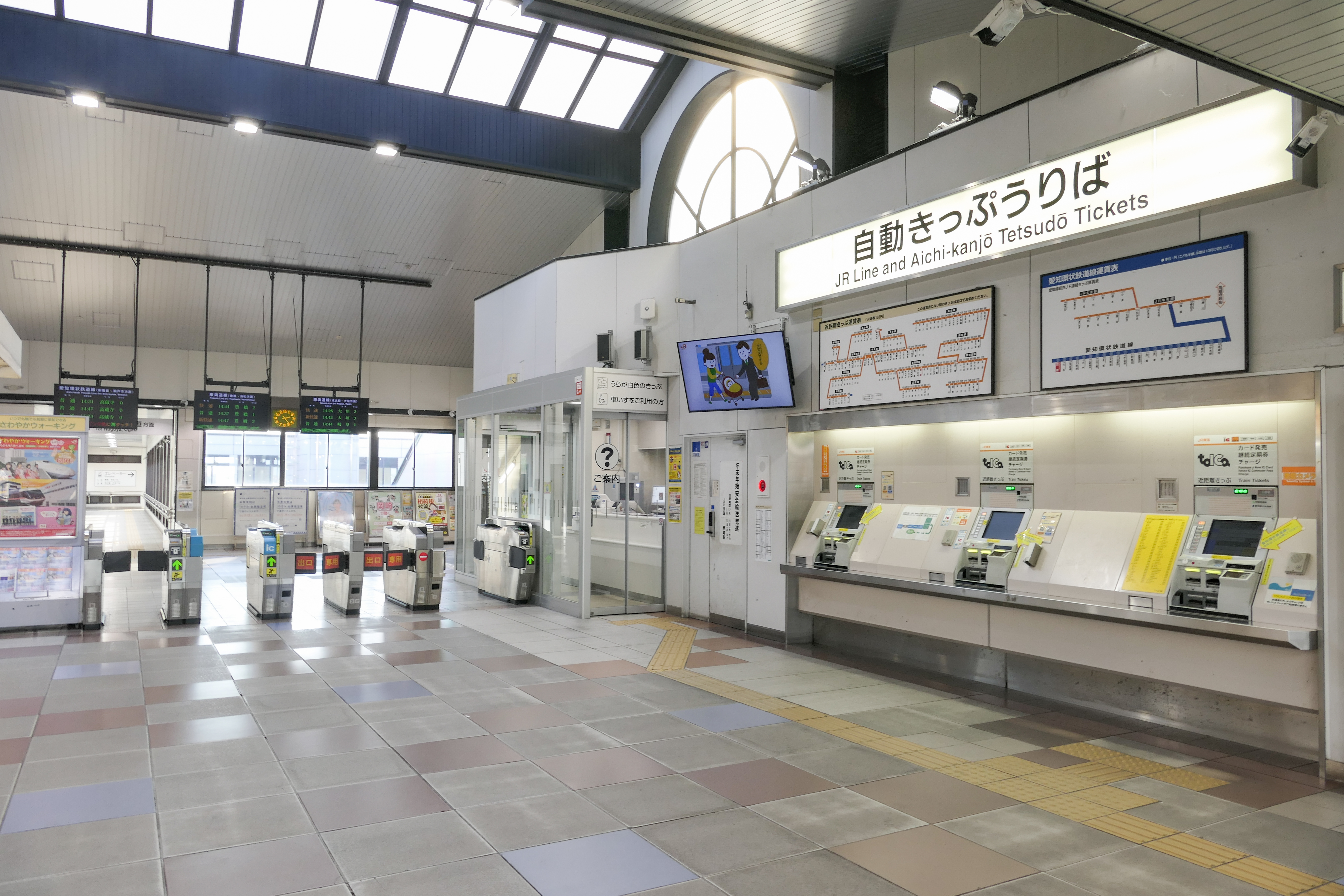
改札口と自動きっぷうりば（2023年12月）
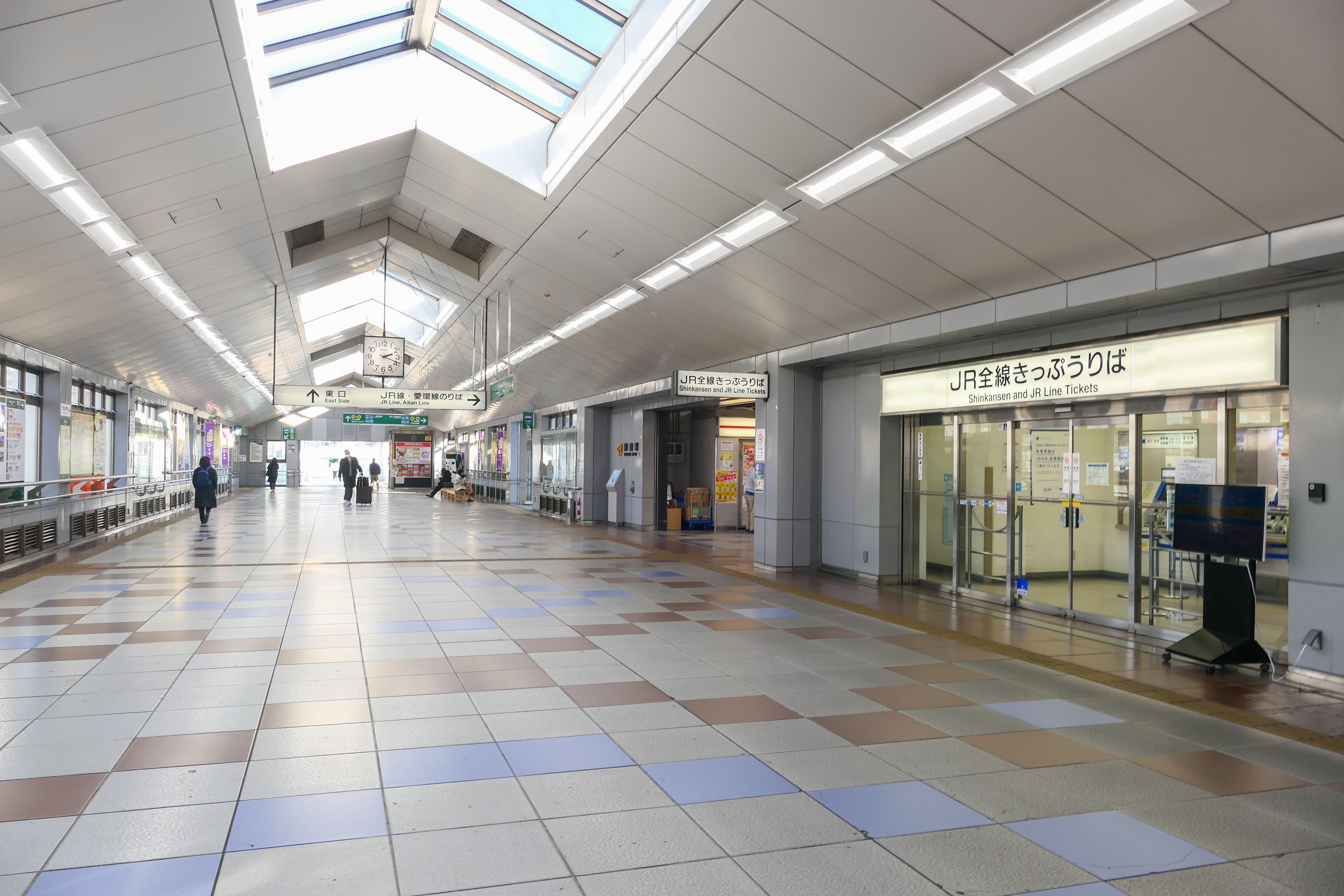
東西自由通路とJR全線きっぷうりば（2023年12月）
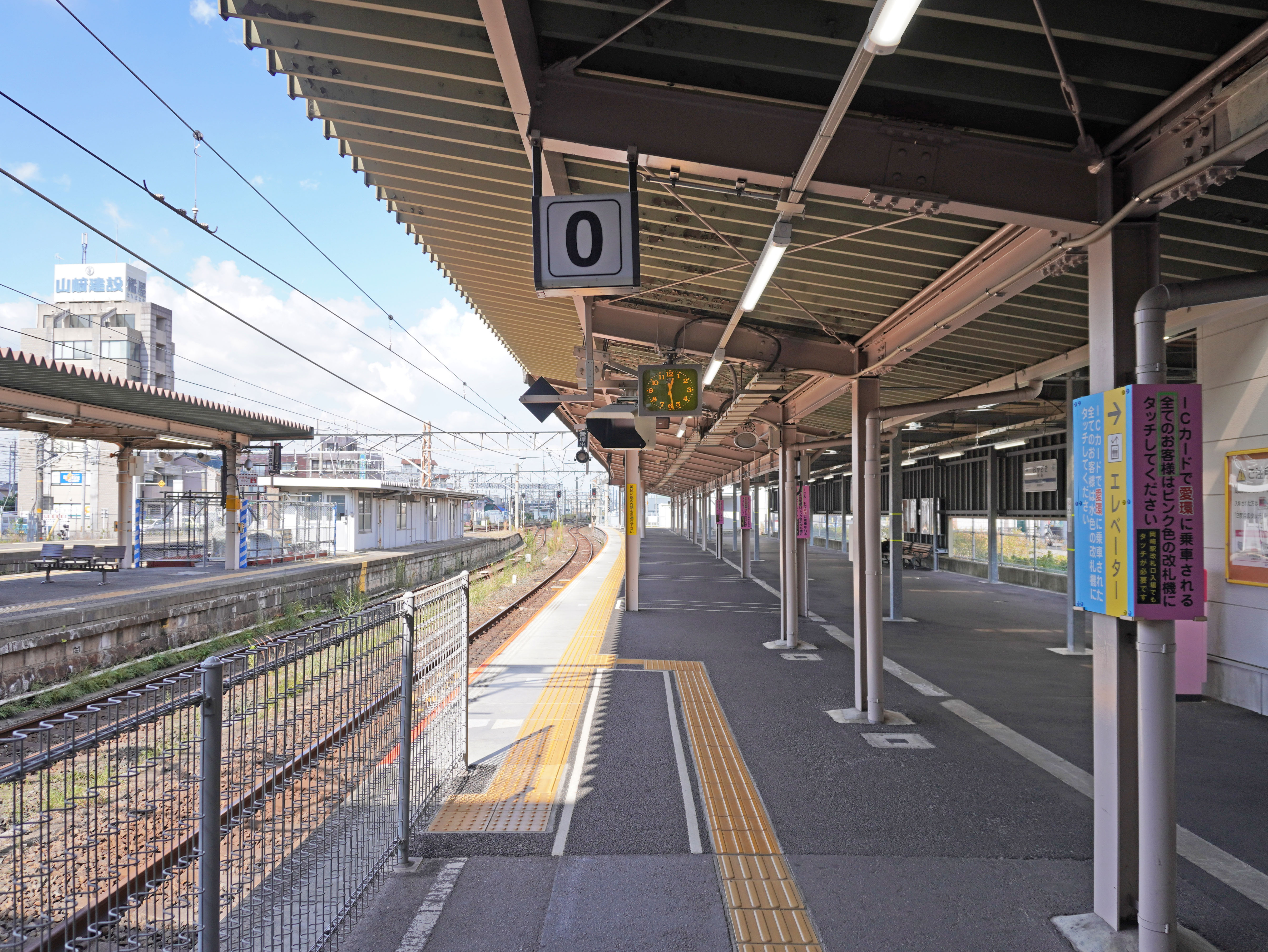
0番線ホーム（2022年10月）
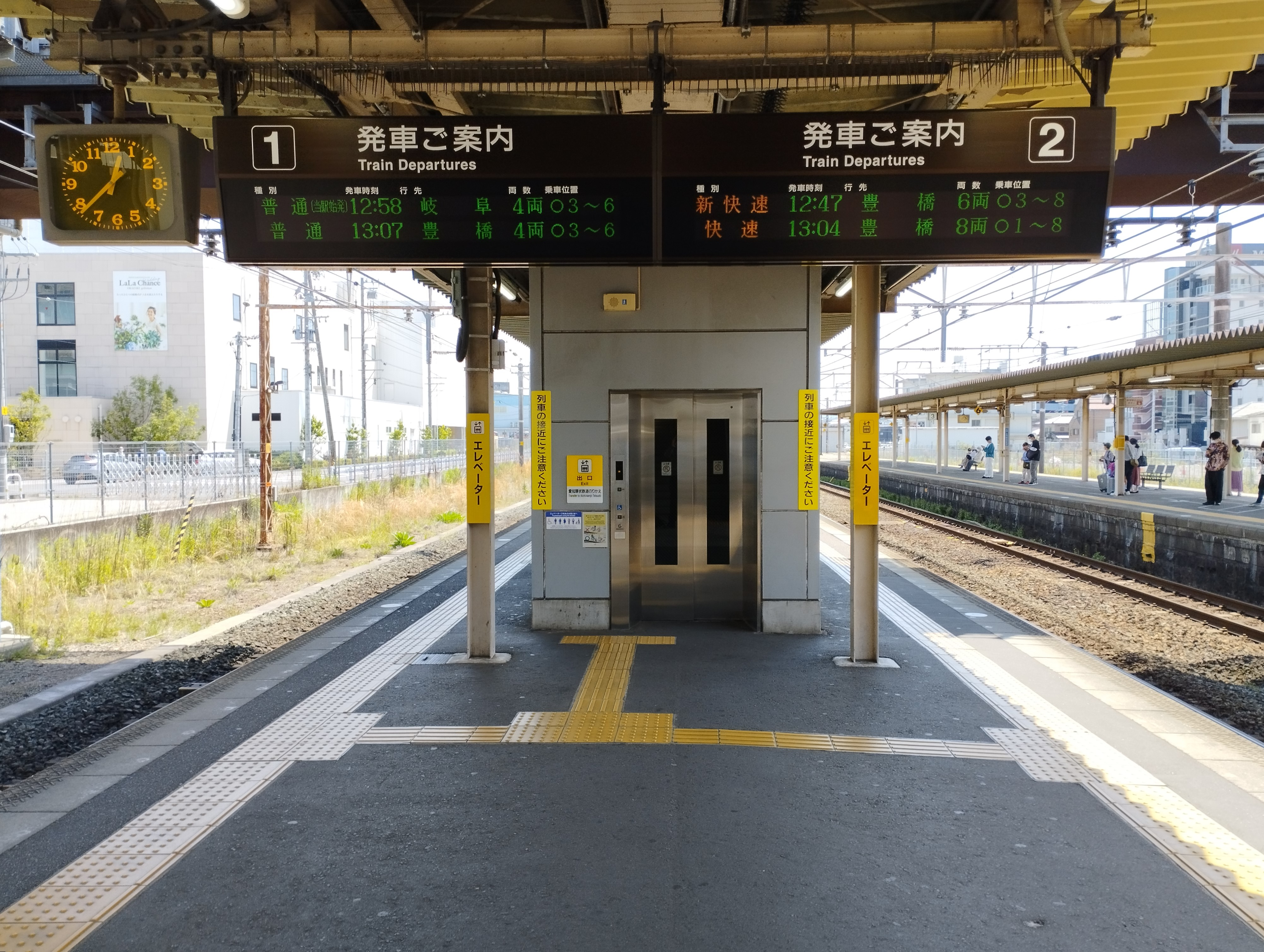
1・2番線ホーム（2023年5月）
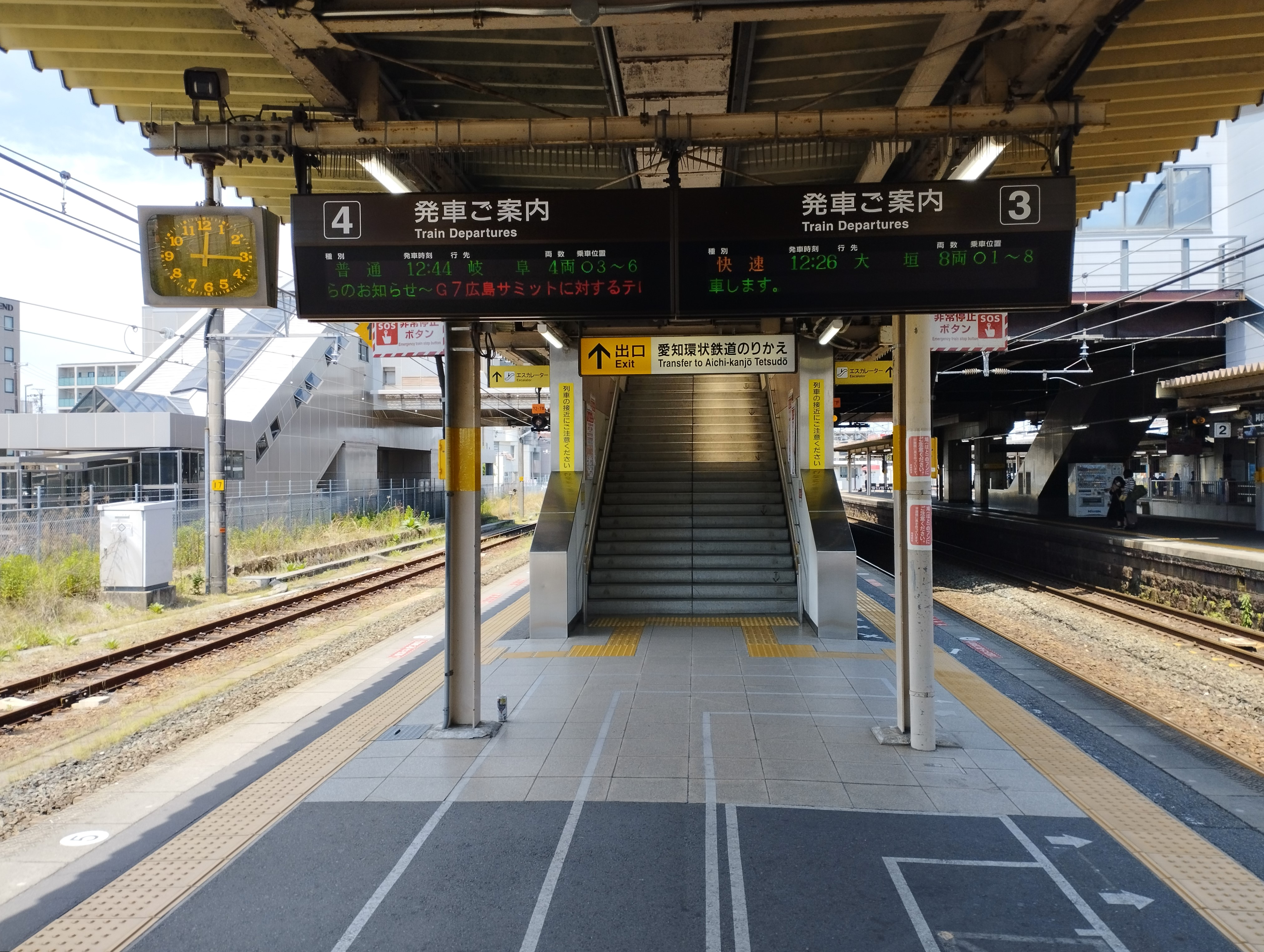
3・4番線ホーム（2022年10月）
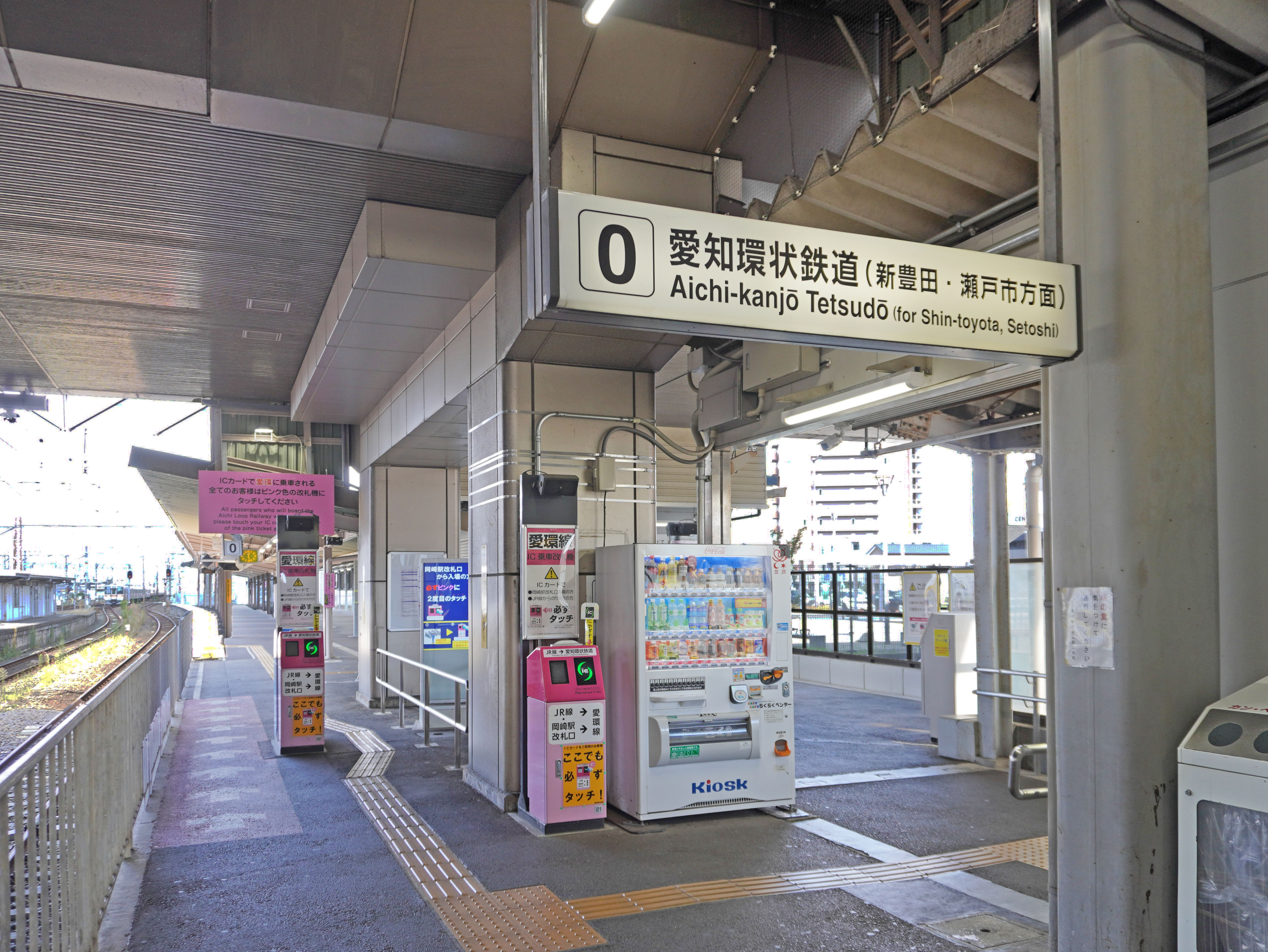
JR東海・愛知環状鉄道乗換改札口（2022年10月）
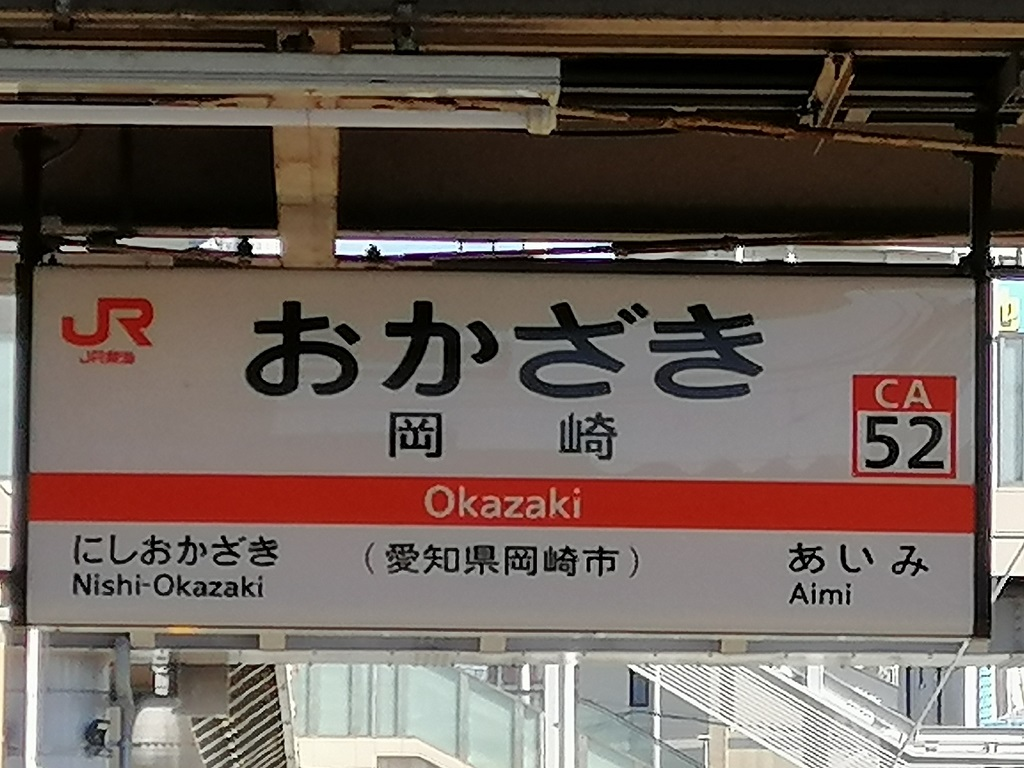
JR東海の駅名標（2020年12月）
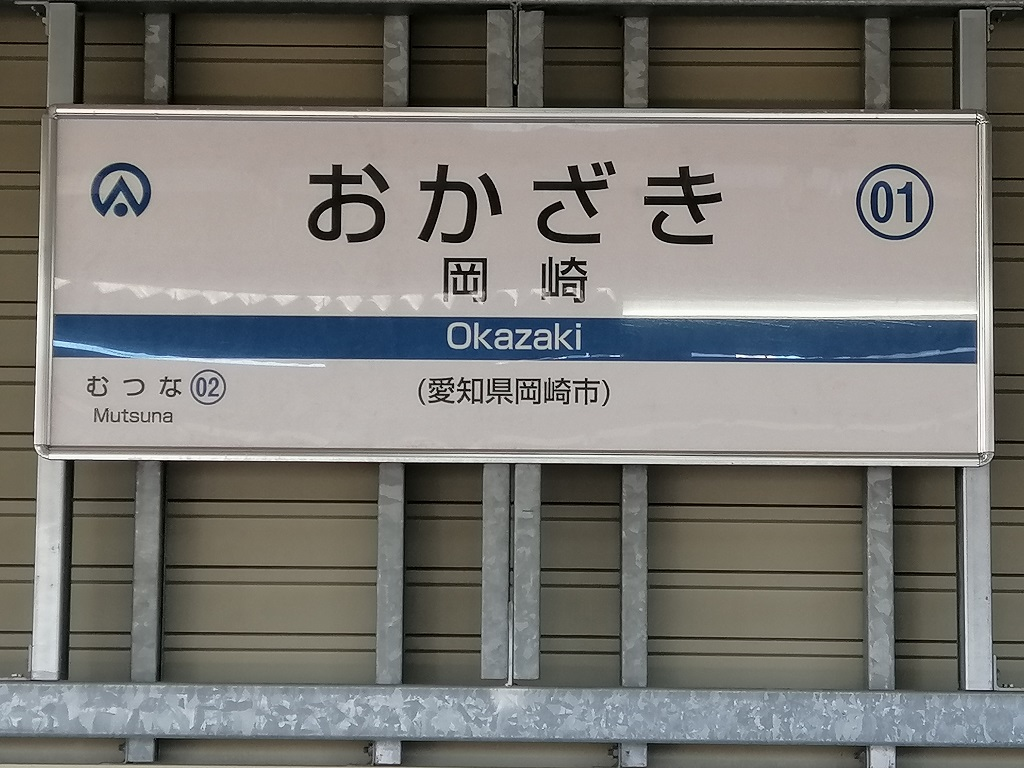
愛知環状鉄道の駅名標（2020年12月）

### 配線図
|                                                   | ↑ 名古屋方面                         |              |
| ← 豊橋方面                                        | 岡崎駅 - 六名駅（愛環） 構内配線略図 | → 新豊田方面 |
| 凡例 出典: 橙線が東海道本線、青線が愛知環状鉄道線 |                                      |              |

## 利用状況
- 『移動等円滑化取組計画書』によると2023年度当時の1日平均乗降人員は32,459人であり、この値はJR東海全駅（405駅）中14位、 東海道本線（86駅）中10位であった[34]。

国鉄時代は、市の中心部に位置する名鉄の東岡崎駅と比べて、市の南郊という立地条件や名古屋市までの利便性（運賃・運転本数・所要時間）などにより不利な立場であったが、JR発足以降は同市までの利便性が向上した他、運賃と所要時間についてはJRが優位となった こともあって、利用客は年々増加している。
この他、商業施設や公共施設も東岡崎駅前や市の中心部である康生地区から当駅に程近い戸崎・羽根地区への移転・新設が進み、それに伴い駅周辺を含む市南部の宅地化及び再開発が進んでいることも、利用客増加の一因となっている。
『愛知県統計書』、『愛知県統計年鑑』、『岡崎市統計書』各号によると、一日平均乗車人員の推移は以下の通りである。
| 年                 | 官鉄・国鉄・JR東海 岡崎駅 | 愛知環状鉄道 岡崎駅 | 備考                                             |
| ------------------ | ------------------------- | ------------------- | ------------------------------------------------ |
| 1888（明治21）年   | 110                       |                     | 9月1日開業から12月末まで                         |
| 1889（明治22）年度 |                           |                     |                                                  |
| 1890（明治23）年   | 135                       |                     | 期間は1月 - 12月                                 |
| 1891（明治24）年   | 150                       |                     | 期間は1月 - 12月                                 |
| 1892（明治25）年度 |                           |                     |                                                  |
| 1893（明治26）年度 |                           |                     |                                                  |
| 1894（明治27）年度 |                           |                     |                                                  |
| 1895（明治28）年度 |                           |                     |                                                  |
| 1896（明治29）年度 |                           |                     |                                                  |
| 1897（明治30）年度 |                           |                     |                                                  |
| 1898（明治31）年度 |                           |                     |                                                  |
| 1899（明治32）年度 |                           |                     |                                                  |
| 1900（明治33）年度 |                           |                     |                                                  |
| 1901（明治34）年度 |                           |                     |                                                  |
| 1902（明治35）年度 |                           |                     |                                                  |
| 1903（明治36）年度 |                           |                     |                                                  |
| 1904（明治37）年度 |                           |                     |                                                  |
| 1905（明治38）年度 |                           |                     |                                                  |
| 1906（明治39）年度 |                           |                     |                                                  |
| 1907（明治40）年度 | 480                       |                     | [ 38 ]                                           |
| 1908（明治41）年度 | 562                       |                     | [ 39 ]                                           |
| 1909（明治42）年度 | 605                       |                     | [ 40 ]                                           |
| 1910（明治43）年度 | 629                       |                     | [ 41 ]                                           |
| 1911（明治44）年度 | 675                       |                     | [ 42 ]                                           |
| 1912（大正元）年度 | 689                       |                     | [ 43 ]                                           |
| 1913（大正02）年度 | 593                       |                     | [ 44 ]                                           |
| 1914（大正03）年度 | 734                       |                     | [ 45 ]                                           |
| 1915（大正04）年度 | 470                       |                     | [ 46 ]                                           |
| 1916（大正05）年度 | 563                       |                     | [ 47 ]                                           |
| 1917（大正06）年度 | 706                       |                     | [ 48 ]                                           |
| 1918（大正07）年度 | 578                       |                     | [ 49 ]                                           |
| 1919（大正08）年度 | 859                       |                     | [ 50 ]                                           |
| 1920（大正09）年度 | 857                       |                     | [ 51 ]                                           |
| 1921（大正10）年度 | 881                       |                     | [ 52 ]                                           |
| 1922（大正11）年度 | 902                       |                     | [ 53 ]                                           |
| 1923（大正12）年度 | 970                       |                     | [ 54 ]                                           |
| 1924（大正13）年度 | 1019                      |                     | [ 55 ]                                           |
| 1925（大正14）年度 | 1026                      |                     | [ 56 ]                                           |
| 1926（大正15）年度 | 1043                      |                     | [ 57 ]                                           |
| 1927（昭和02）年度 | 1039                      |                     | [ 58 ]                                           |
| 1928（昭和03）年度 | 992                       |                     | [ 59 ]                                           |
| 1929（昭和04）年度 | 1012                      |                     | [ 60 ]                                           |
| 1930（昭和05）年度 | 1010                      |                     | [ 61 ]                                           |
| 1931（昭和06）年度 | 1104                      |                     | [ 62 ]                                           |
| 1932（昭和07）年度 | 965                       |                     | [ 63 ]                                           |
| 1933（昭和08）年度 | 1014                      |                     | [ 64 ]                                           |
| 1934（昭和09）年度 | 1199                      |                     | [ 65 ]                                           |
| 1935（昭和10）年度 | 1099                      |                     | [ 66 ]                                           |
| 1936（昭和11）年度 | 1188                      |                     | [ 67 ]                                           |
| 1937（昭和12）年度 | 1214                      |                     | [ 68 ]                                           |
| 1938（昭和13）年度 |                           |                     |                                                  |
| 1939（昭和14）年度 |                           |                     |                                                  |
| 1940（昭和15）年度 |                           |                     |                                                  |
| 1941（昭和16）年度 |                           |                     |                                                  |
| 1942（昭和17）年度 |                           |                     |                                                  |
| 1943（昭和18）年度 |                           |                     |                                                  |
| 1944（昭和19）年度 |                           |                     |                                                  |
| 1945（昭和20）年度 |                           |                     |                                                  |
| 1946（昭和21）年度 | 5726                      |                     | 千人単位の年間乗車人員から算出                   |
| 1947（昭和22）年   | 3545                      |                     | 期間は1月 - 12月、千人単位の年間乗車人員から算出 |
| 1948（昭和23）年   | 3290                      |                     | 期間は1月 - 12月、千人単位の年間乗車人員から算出 |
| 1949（昭和24）年度 | 2756                      |                     | 千人単位の年間乗車人員から算出                   |
| 1950（昭和25）年度 | 2771                      |                     | [ 73 ]                                           |
| 1951（昭和26）年度 | n/a                       |                     | [ 74 ]                                           |
| 1952（昭和27）年度 | 3738                      |                     | [ 75 ]                                           |
| 1953（昭和28）年度 | 3719                      |                     | [ 76 ]                                           |
| 1954（昭和29）年度 | 3564                      |                     | [ 77 ]                                           |
| 1955（昭和30）年度 | 4075                      |                     | 一日平均乗降人員は約8千人                        |
| 1956（昭和31）年度 | 4644                      |                     | [ 80 ]                                           |
| 1957（昭和32）年度 | 4921                      |                     | [ 81 ]                                           |
| 1958（昭和33）年度 | 5067                      |                     | [ 82 ]                                           |
| 1959（昭和34）年度 | 5393                      |                     | [ 83 ]                                           |
| 1960（昭和35）年度 | 5846                      |                     | [ 84 ]                                           |
| 1961（昭和36）年度 | 5809                      |                     | [ 85 ]                                           |
| 1962（昭和37）年度 | 5806                      |                     | [ 86 ]                                           |
| 1963（昭和38）年度 | 6061                      |                     | [ 87 ]                                           |
| 1964（昭和39）年度 | 6042                      |                     | [ 88 ]                                           |
| 1965（昭和40）年度 | 6321                      |                     | [ 89 ]                                           |
| 1966（昭和41）年度 | 6370                      |                     | [ 90 ]                                           |
| 1967（昭和42）年度 | 7132                      |                     | [ 91 ]                                           |
| 1968（昭和43）年度 | 6570                      |                     | [ 92 ]                                           |
| 1969（昭和44）年度 | 5518                      |                     | [ 93 ]                                           |
| 1970（昭和45）年度 | 5186                      |                     | [ 94 ]                                           |
| 1971（昭和46）年度 | 5041                      |                     | [ 95 ]                                           |
| 1972（昭和47）年度 | 4958                      |                     | [ 96 ]                                           |
| 1973（昭和48）年度 | 4933                      |                     | [ 97 ]                                           |
| 1974（昭和49）年度 | 5207                      |                     | [ 98 ]                                           |
| 1975（昭和50）年度 | 5080                      |                     | [ 99 ]                                           |
| 1976（昭和51）年度 | 5417                      |                     | [ 100 ]                                          |
| 1977（昭和52）年度 | 5242                      |                     | [ 101 ]                                          |
| 1978（昭和53）年度 | 5208                      |                     | [ 102 ]                                          |
| 1979（昭和54）年度 | 5257                      |                     | [ 103 ]                                          |
| 1980（昭和55）年度 | 5315                      |                     | [ 104 ]                                          |
| 1981（昭和56）年度 | 5296                      |                     | [ 105 ]                                          |
| 1982（昭和57）年度 | 5385                      |                     | [ 106 ]                                          |
| 1983（昭和58）年度 | 5468                      |                     | [ 107 ]                                          |
| 1984（昭和59）年度 | 5518                      |                     | [ 108 ]                                          |
| 1985（昭和60）年度 | 5737                      |                     | [ 109 ]                                          |
| 1986（昭和61）年度 | 5935                      |                     | [ 110 ]                                          |
| 1987（昭和62）年度 | 6364                      | 809                 | 1月31日愛知環状鉄道開業                          |
| 1988（昭和63）年度 | 6715                      | 1889                | [ 112 ]                                          |
| 1989（平成元）年度 | 7236                      | 1348                | [ 113 ]                                          |
| 1990（平成02）年度 | 8193                      | 1466                | [ 114 ]                                          |
| 1991（平成03）年度 | 9151                      | 1481                | [ 115 ]                                          |
| 1992（平成04）年度 | 9894                      | 1895                | [ 116 ]                                          |
| 1993（平成05）年度 | 10208                     | 1648                | [ 117 ]                                          |
| 1994（平成06）年度 | 10354                     | 1807                | [ 118 ]                                          |
| 1995（平成07）年度 | 10511                     | 1789                | [ 119 ]                                          |
| 1996（平成08）年度 | 10882                     | 1910                | [ 120 ]                                          |
| 1997（平成09）年度 | 10999                     | 1751                | [ 121 ]                                          |
| 1998（平成10）年度 | 11110                     | 1857                | [ 122 ]                                          |
| 1999（平成11）年度 | 11197                     | 1786                | [ 123 ]                                          |
| 2000（平成12）年度 | 11541                     | 1979                | [ 124 ]                                          |
| 2001（平成13）年度 | 12016                     | 2104                | [ 125 ]                                          |
| 2002（平成14）年度 | 12548                     | 2354                | [ 126 ]                                          |
| 2003（平成15）年度 | 12919                     | 2353                | [ 127 ]                                          |
| 2004（平成16）年度 | 13279                     | 2907                | [ 128 ]                                          |
| 2005（平成17）年度 | 14315                     | 4589                | [ 129 ]                                          |
| 2006（平成18）年度 | 14379                     | 3319                | [ 130 ]                                          |
| 2007（平成19）年度 | 15352                     | 3308                | [ 131 ]                                          |
| 2008（平成20）年度 | 16084                     | 3638                | [ 132 ]                                          |
| 2009（平成21）年度 | 16081                     | 3587                | [ 133 ]                                          |
| 2010（平成22）年度 | 16415                     | 4282                | [ 134 ]                                          |
| 2011（平成23）年度 | 16533                     | 4395                | [ 135 ]                                          |
| 2012（平成24）年度 | 16732                     | 4459                | [ 136 ]                                          |
| 2013（平成25）年度 | 17135                     | 4616                | [ 137 ]                                          |
| 2014（平成26）年度 | 17077                     | 4566                | [ 138 ]                                          |
| 2015（平成27）年度 | 17693                     | 4817                | [ 139 ]                                          |
| 2016（平成28）年度 | 17901                     | 4950                | [ 140 ]                                          |
| 2017（平成29）年度 | 18138                     | 5198                | [ 141 ]                                          |
| 2018（平成30）年度 | 18347                     | 5369                | [ 142 ]                                          |
| 2019（令和元）年度 | 18555                     |                     | [ 143 ]                                          |

## 駅周辺
岡崎市の中心市街地は名鉄東岡崎駅付近にあり、当駅は南郊に位置するため閑散とした雰囲気を持っていたが1980年代中頃より東海道本線の列車が増発されると乗降者数が増加。現在、シビックコア地区整備事業により、駅周辺の再開発が行われている。
再開発に伴い周辺道路では商業施設の出店や高層マンションの建設などが著しく見られる。また、東口のタクシー乗り場と待ち合い駐車場の改修工事、駅構内の自由通路の延伸やエレベーター・エスカレーターの設置、立体駐車場の建設が行われた。
2009年には東口バスターミナルが完成し、従来三菱東京UFJ銀行前から発車していた市民病院行きなどもバスターミナルから発車するようになった。また2022年には西口の駅前ロータリー、バス乗り場も再整備された。

### 公共施設
- 岡崎地方合同庁舎
  - 岡崎税務署
  - 岡崎公共職業安定所
  - 岡崎労働基準監督署
  - 名古屋地方検察庁岡崎支部
  - 名古屋法務局岡崎支局
- 岡崎市シビックセンター
- 南部市民センター分館（旧・南部市民センター）
- 岡崎市東消防署南分署

※ 岡崎市役所は名鉄名古屋本線東岡崎駅が最寄り駅

### 医療機関
- 岡崎共立病院
- 岡崎南病院
- 岡崎駅前クリニック
- 吉村医院あさひ産婦人科[144]
- 東京ヒルズクリニック岡崎院
- 岡崎市医師会はるさき健診センター[145]
- 藤田医科大学岡崎医療センター[146]

### 文教施設など
- 愛知県立岡崎工科高等学校
- 岡崎市立南中学校
- 岡崎市立翔南中学校
- 岡崎市立岡崎小学校
- 岡崎市立城南小学校
- 岡崎市立羽根小学校
- 岡崎南自動車学校

### 宿泊施設
- ホテルトレンド岡崎駅前
- ABホテル岡崎
- マイホテル岡崎

### 史跡
- 勝鬘寺

### 文化財
- 旧愛知県第二尋常中学校講堂

### その他
- フェルナ 柱店
- フィール 岡崎柱町店
- ララシャンスOKAZAKI迎賓館[147]
- 岡崎プライムパーク春咲の丘
- 出会いの杜公園[148]
- 岡崎信用金庫 岡崎駅西支店

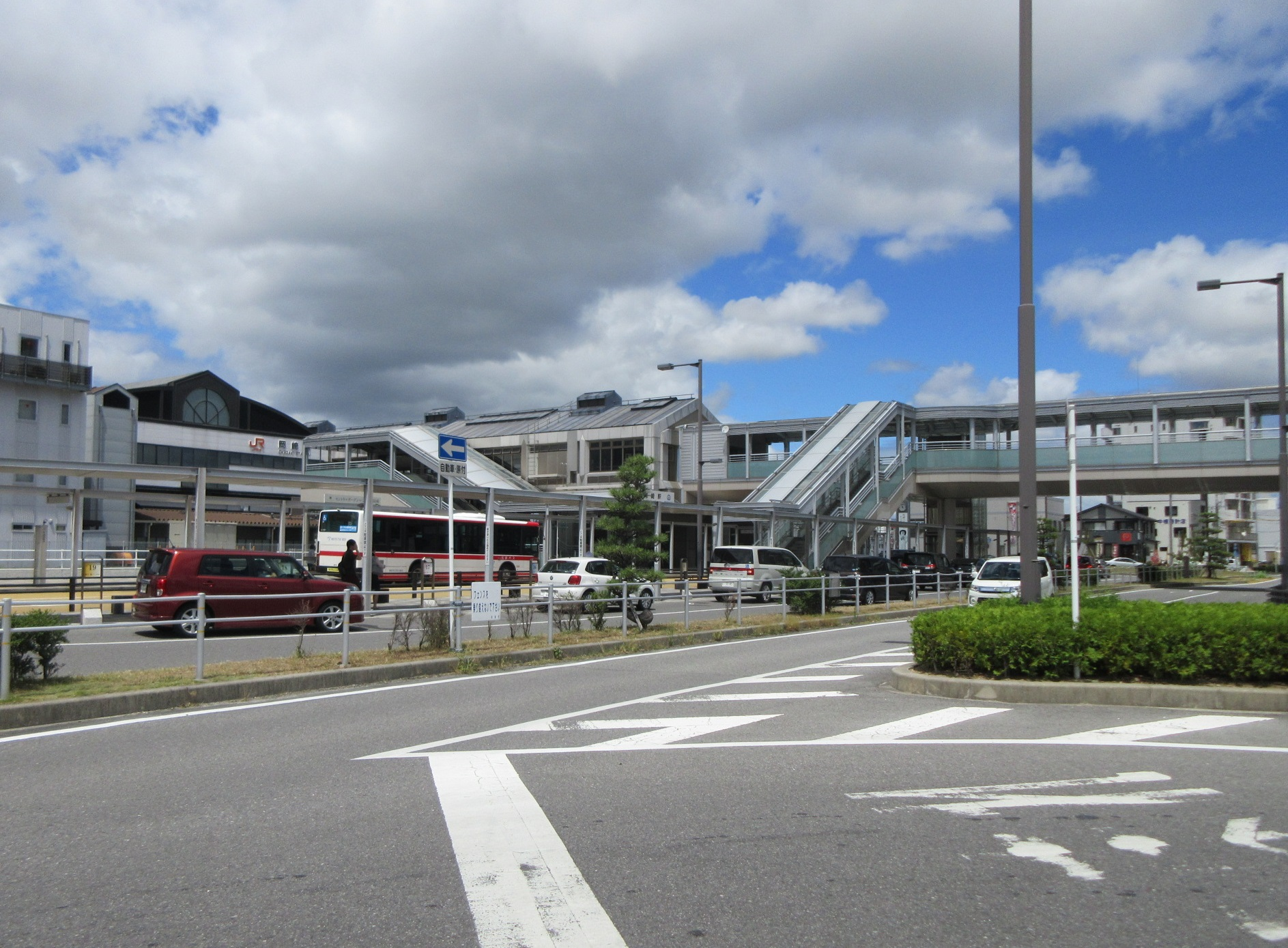
東口（2017年8月）
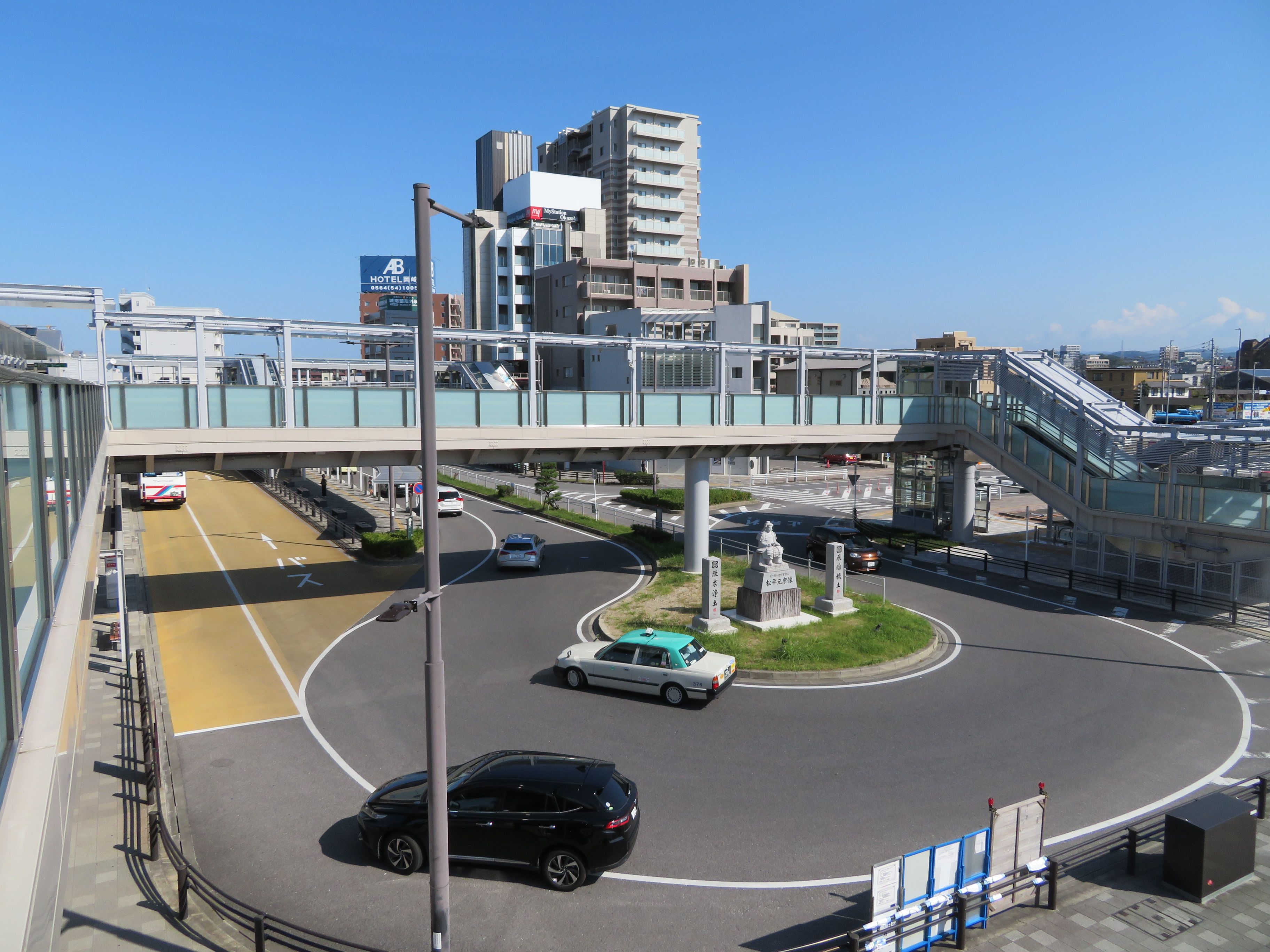
東口とペデストリアンデッキ[27]（2019年10月）
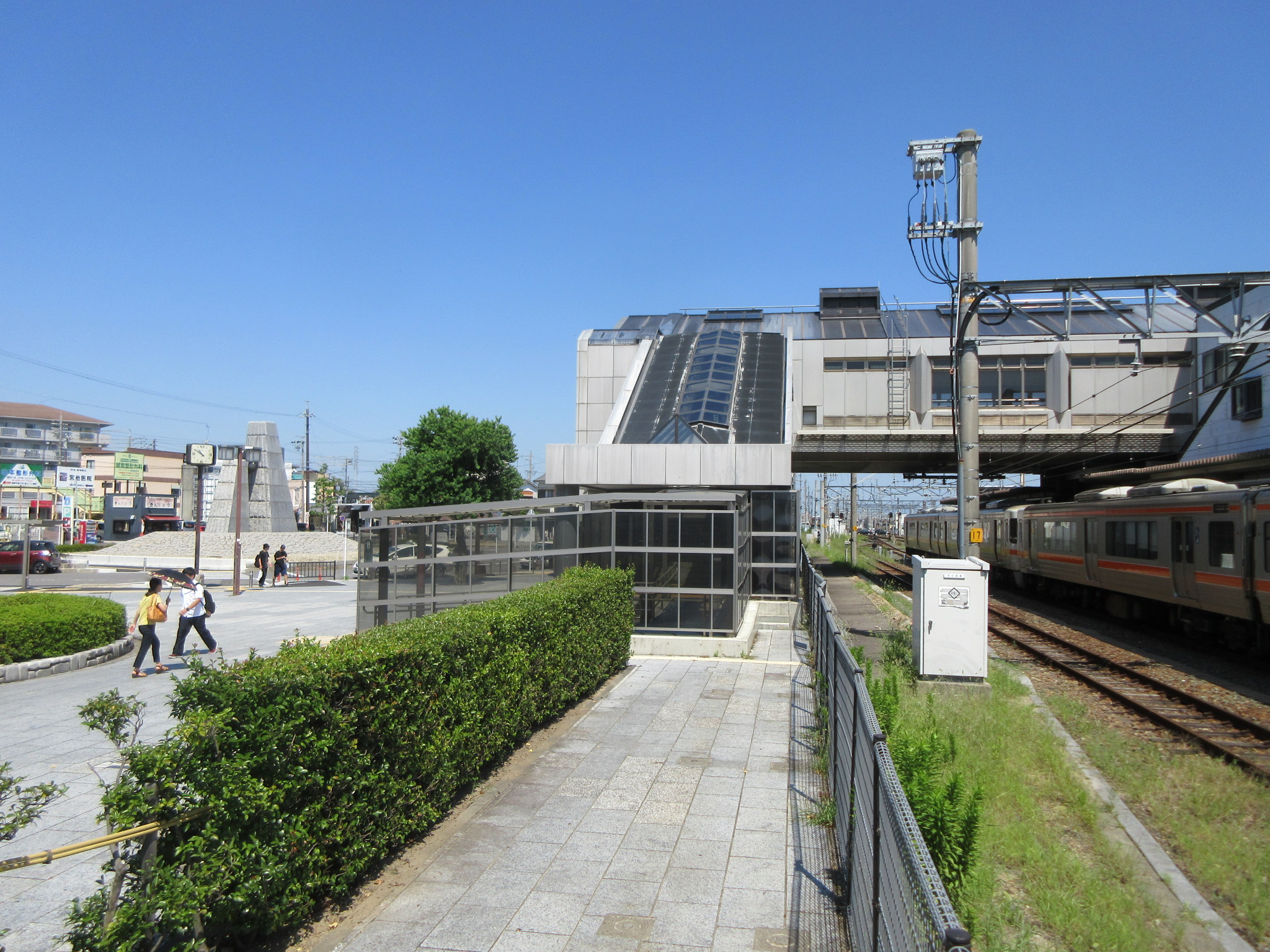
西口（2017年9月）

### 主な道路
- 国道248号
- 愛知県道43号岡崎碧南線 （土呂西尾道）
- 愛知県道48号岡崎刈谷線（竜南メーンロード）
- 愛知県道326号桑谷柱線（緑丘通り）
- 愛知県道478号岡崎停車場線（電車通り）
- 愛知県道479号熊味岡崎線（青野街道）
- 愛知県道483号岡崎幸田線（電車通り）

## バス路線
名鉄バス
- 東口（停留所名はJR岡崎駅）
  - 1番乗り場 - イオンモール岡崎、[快速]市民病院
  - 2番乗り場 -【名鉄東岡崎駅・康生町方面】名鉄東岡崎駅、大樹寺、奥殿陣屋、大門駅、滝団地、東名岩津、三河上郷駅
  - 3番乗り場 - 名鉄東岡崎駅、日名町、美合駅、市民病院
  - 4番乗り場 - 福岡町、南部地域交流センター
  - 5番乗り場 - 降車場
- 西口（停留所名はJR岡崎駅〈西口〉）
  - 7番乗り場 - 藤田医大岡崎医療センター
  - 8番乗り場 - 名鉄東岡崎駅

名鉄東部交通バス
- 西口
  - 7番乗り場 - 西尾、藤田医大岡崎医療センター
  - 8番乗り場 - 東岡崎

JR東海バス
- 東口
  - 1番乗り場 - 「ドリームなごや号」 バスタ新宿・東京駅日本橋口・新木場駅行（夜行高速バス）

## 隣の駅
東海旅客鉄道（JR東海）
CA 東海道本線
■特別快速・■新快速・■快速
蒲郡駅 (CA47) - （一部幸田駅 (CA50)） - 岡崎駅 (CA52) - 安城駅 (CA54)
■区間快速（当駅から相見方の各駅に停車）
相見駅 (CA51) - 岡崎駅 (CA52) - 安城駅 (CA54)
■普通
相見駅 (CA51) - 岡崎駅 (CA52) - 西岡崎駅 (CA53)
愛知環状鉄道
■愛知環状鉄道線
岡崎駅 (01) - 六名駅 (02)